# Lasiognathus waltoni
Lasiognathus waltoni es un pez abisal de la familia Thaumatichthyidae. Habita en la parte central del Océano Pacífico.
Esta especie se encuentra a una profundidad aproximada de 1350 metros (4430 pies). Las hembras de esta especie crecen hasta una longitud de 9,4 centímetros (3,7 pulgadas) SL. 
Se llama Lasiognathus waltoni en honor a Izaac Walton, autor de The Compleat Angler, un manual de pesca.

### Lectura recomendada
- Pietsch, T.W.0 Oceanic anglerfishes. Extraordinary diversity in the deep sea. Oceanic Anglerfishes, i-xii; 1-557pp. (Ref. 86949).
- Wu, H.L., K.-T. Shao and C.F. Lai (eds.)0 Latin-Chinese dictionary of fishes names. The Sueichan Press, Taiwán. 1028 p. (Ref. 31517).